# Ville
Ville este numit un lanț de dealuri din landul Renania de Nord-Westfalia. El se întinde din sud de la  munții Eifel spre vest până la Erft spre nord până la localitățile Grevenbroich și Pulheim și în est până la orașele  Köln, Brühl și Bonn. Regiunea face parte din Parcul natural Rheinland, iar cel mai înalt punct din regiunea Ville fiind Dealul Giessen cu altitudinea de 204 m deasupra n.m. din districtul Rhein-Erft. Aici erau o parte din izvoarele care alimentau Apeductul din Eifel.

## Puncte mai înalte
- Glessener Höhe, (Dealul Giessen) 204 m
- Wiedenfelder Höhe, 126,4 m (la Niederaußem)
- Röttgenhöhe, 163,2 m (la Horrem)
- Wilhelmshöhe, 154,9 m, Hochkippe (între Hürth/Frechen)

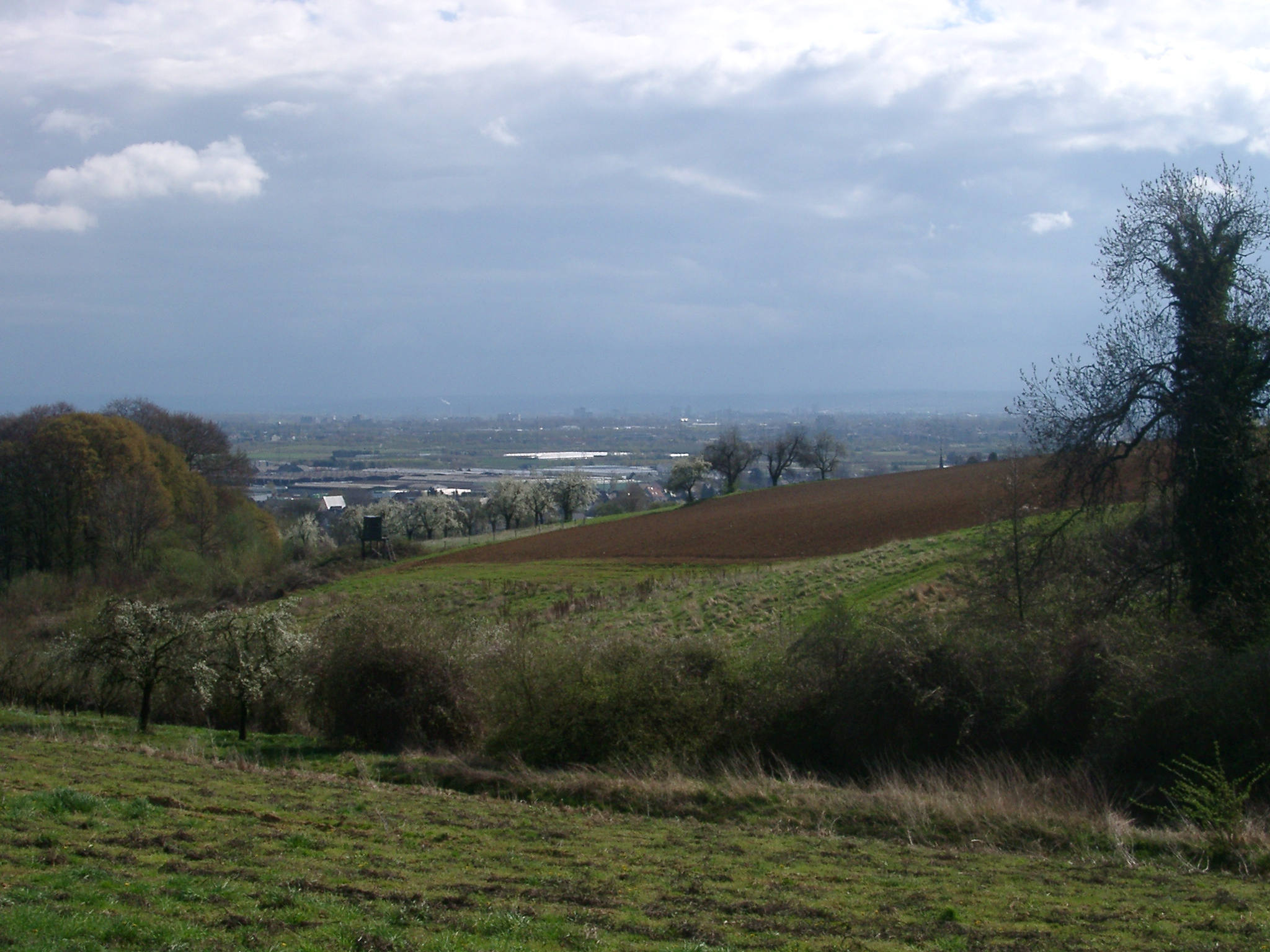
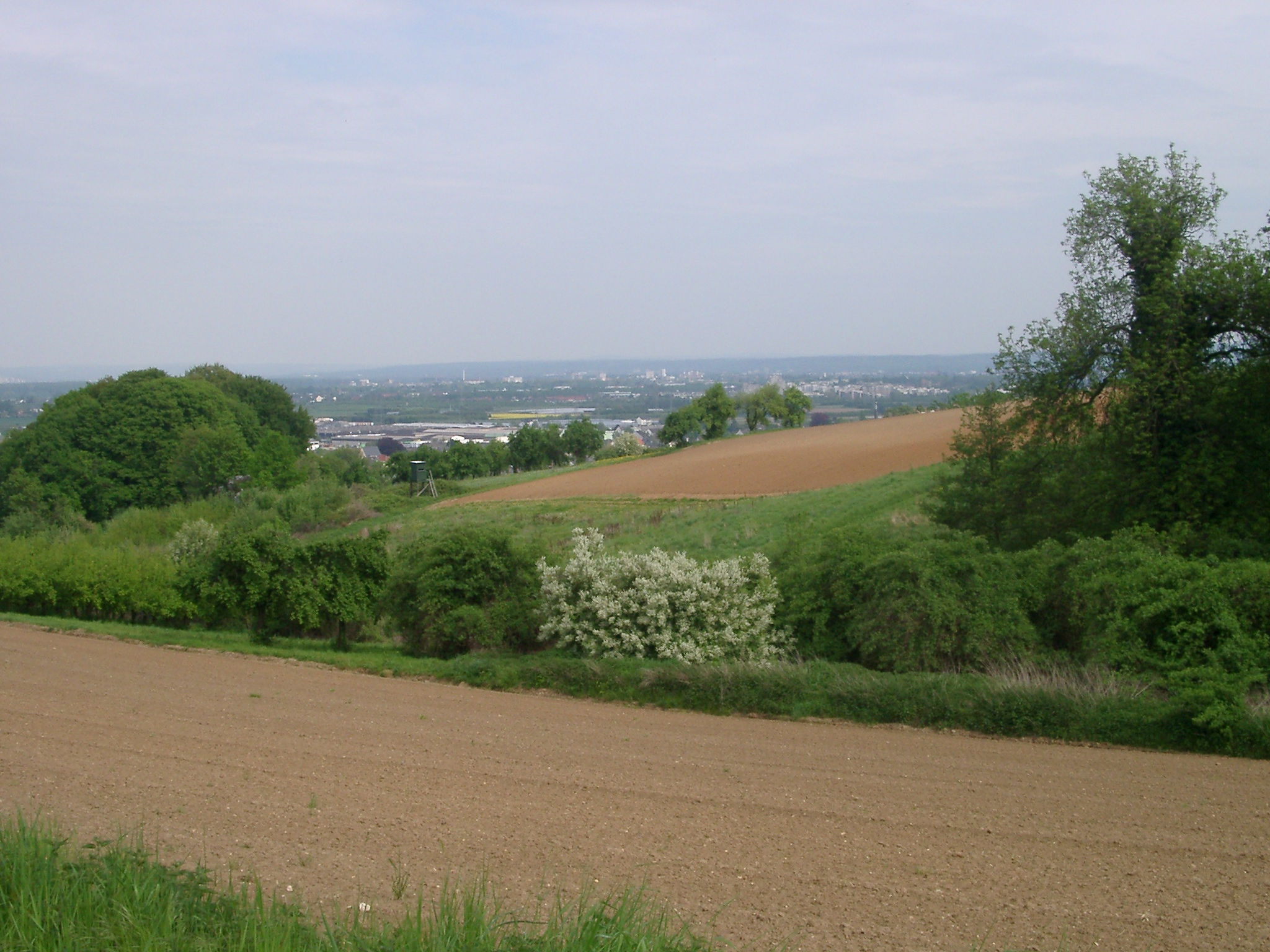
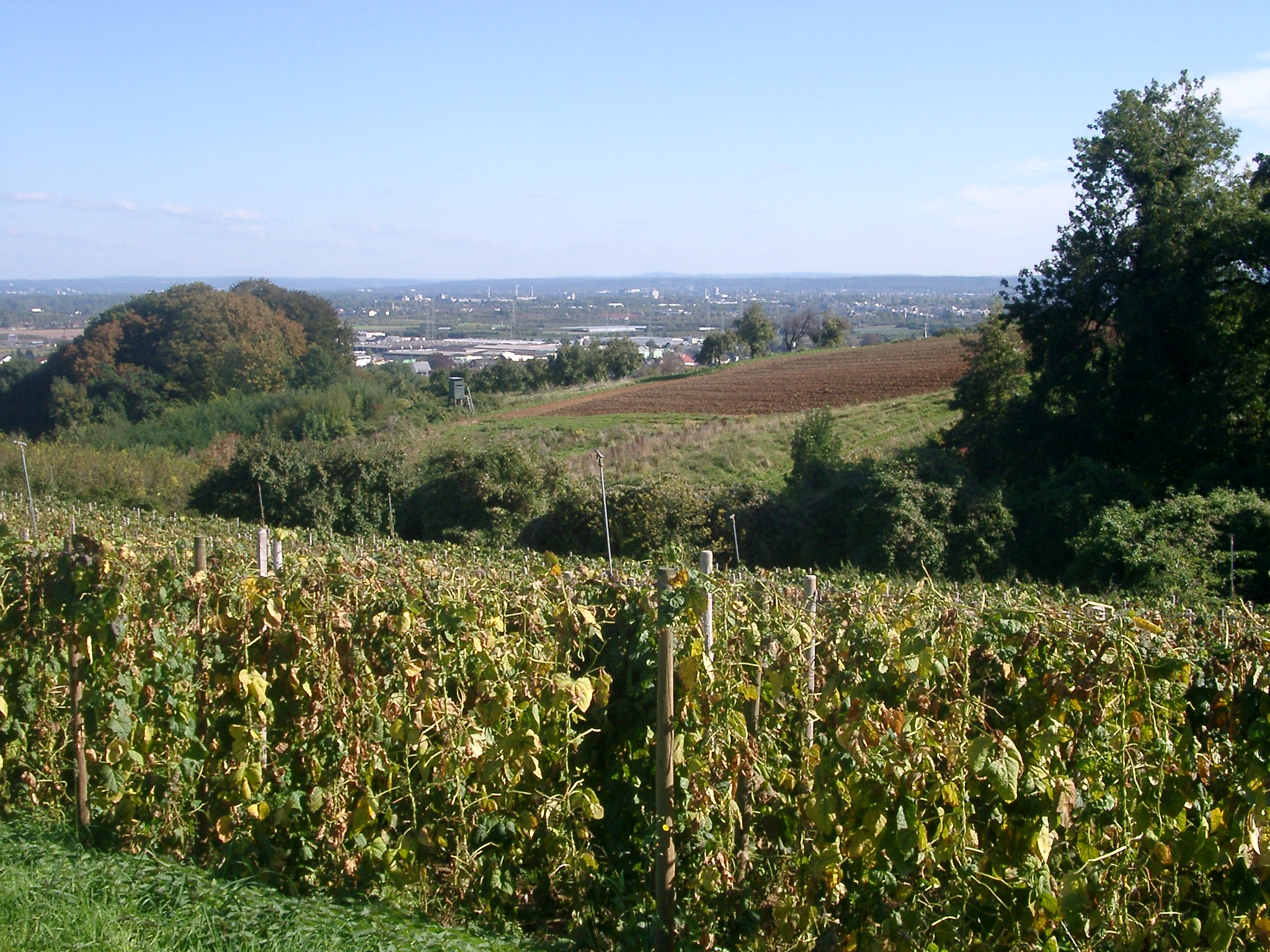
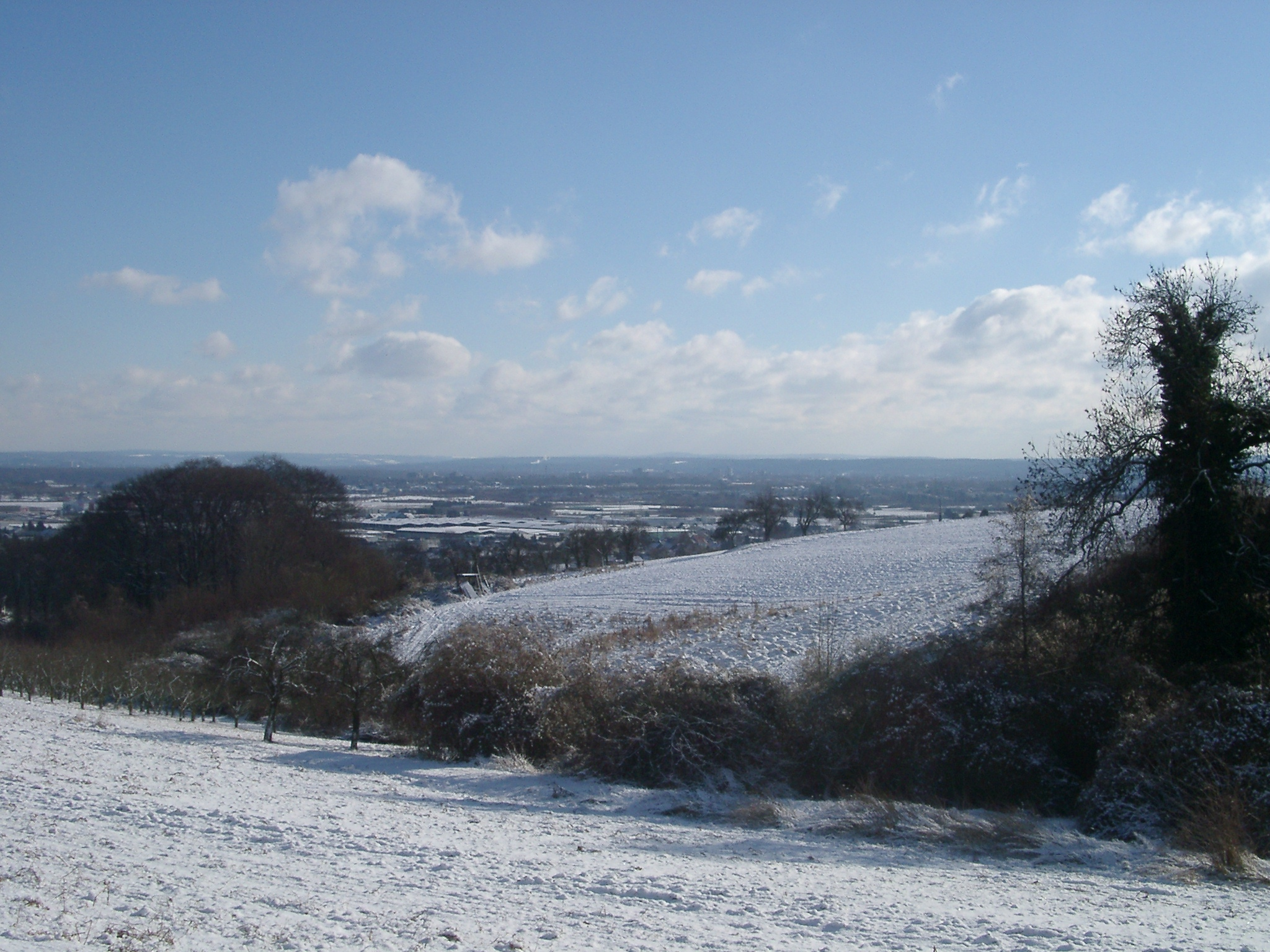

- 138,1 m, lângă Hürth-Knapsack
- Anhöhe, 155,4 m (la Weilerswist)

## Literatură
- de  Elisabeth Zenses: Landschaften zwischen Rhein und Eifel - Der Villerücken. Informationsreihe des Zweckverbandes Naturpark Kottenforst-Ville (Hrsg.) Heft 2. 2002.
- de  Jürgen Bartel, Rainer Zschocke: Die Ville und das Kölner Braunkohlengebiet in Kölner Bucht und angrenzende Gebiete, Sammlung Geographischer Führer Bd. 6, Berlin - Stuttgart 1972

Coordonate: 50° 51′ 14″ N, 6° 50′ 45″ E